# Colture sottovalutate e sottoutilizzate
Le colture sottovalutate e sottoutilizzate sono specie vegetali domesticate che sono state utilizzate per secoli o anche per millenni come cibo, alimenti per il bestiame, fibre, grazie alle sostanze grasse dalle proprietà medicinali, ma che hanno progressivamente perso importanza, sia la riduzione del loro consumo che per la mancata disponibilità. Tra tanti motivi, vi possono essere problemi legati alla ridotta conservabilità, al valore alimentare non riconosciuto, alla scarsa conoscenza dei consumatori, o per ragioni legate allo status sociale associato. Alcune coltivazioni sono così trascurate che l'erosione genetica del loro pool genico è avanzata al punto che ormai vengono considerate come colture perdute.
Dato che la ricerca di specifiche qualità nelle piante o nei raccolti cambia nel tempo, le coltivazioni dimenticate, possono, con il tempo, superare gli ostacoli alla loro produzione, per tornare all'uso a scala industriale. Di fatto, alcune colture da tempo erano formalmente abbandonate, sono adesso tornate in auge e divenute significative (es. palma da olio, soia, kiwi). Anche se le opportunità per aumentare l'interesse nelle colture minori da parte dell'agricoltura su larga scala sembrano affievolirsi, molte specie hanno il potenziale per contribuire alla sicurezza alimentare, al miglioramento della dieta e alla diversificazione alimentare, con effetti positivi sulla salute e sulla generazione di reddito per i piccoli coltivatori, oltre al fatto che hanno spesso ricadute benefiche sull'ecosistema, introducendo una diversificazione che facilità di per sé il raggiungimento della sostenibilità attraverso un migliore bilanciamento dell'impatto ambientale delle specie coltivate.

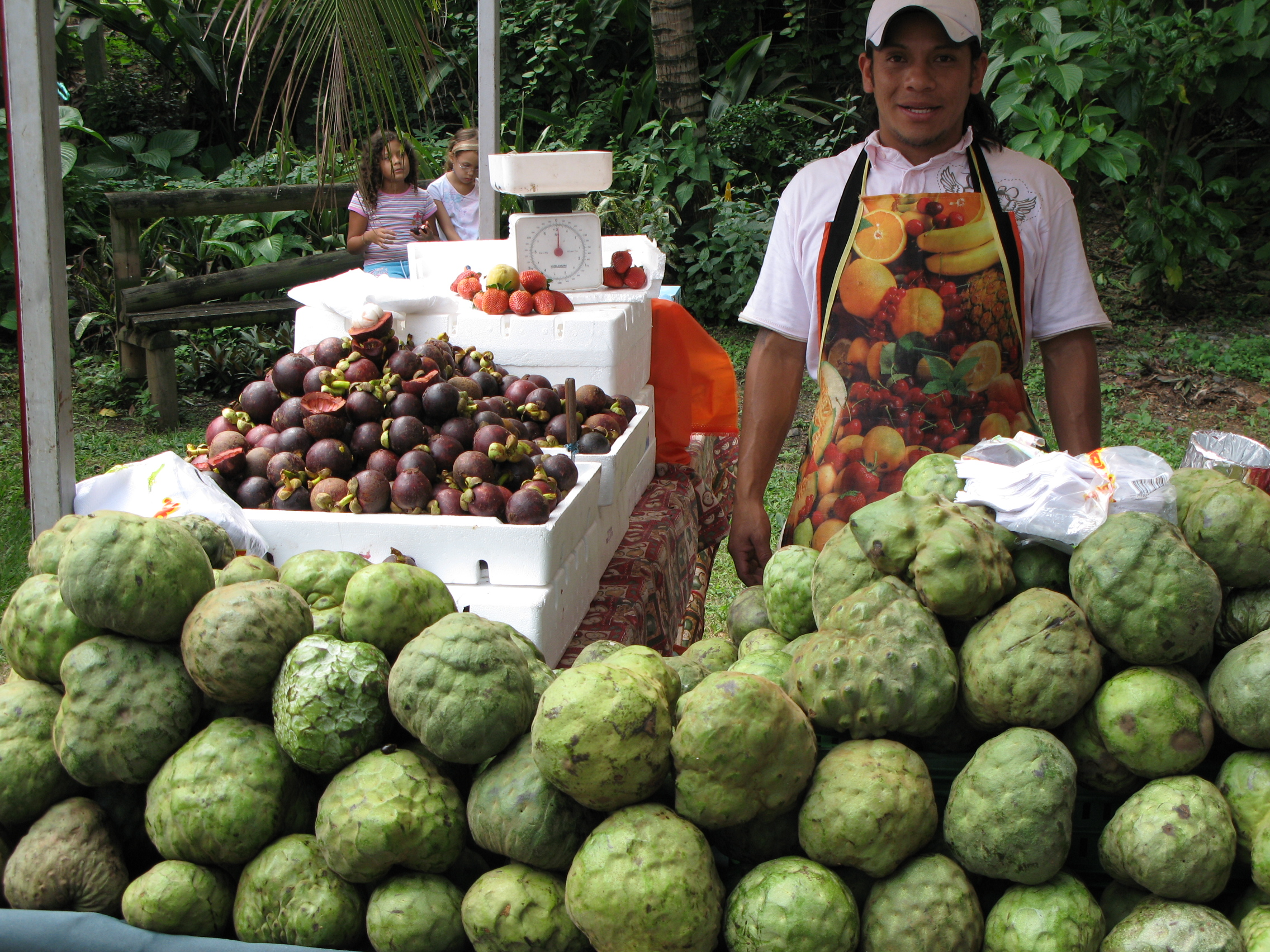
Cherimoya (Annona cherimola) in vendita a Cali, Colombia. Sulla sinistra, in secondo piano, si vedono anche dei mangostani (Garcinia mangostana).

## Introduzione

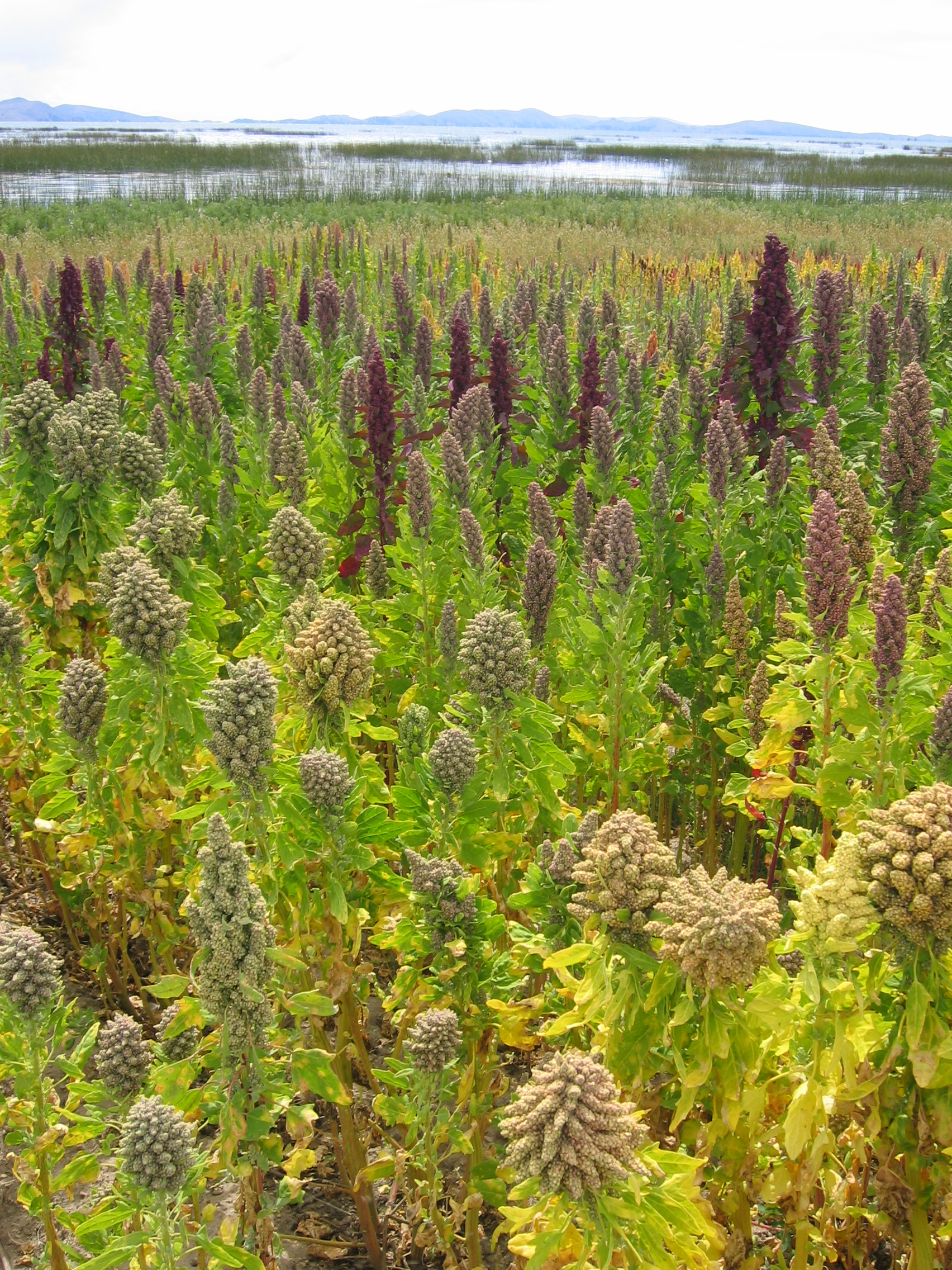
Campo di quinoa (Chenopodium quinoa), a Cachilay (La Paz), Bolivia, sullo sfondo il lago Titicaca.

Le prime tre principali colture - mais, frumento e riso - forniscono il 50% del consumo mondiale di calorie e proteine e circa il 95% dei fabbisogni alimentari mondiali è fornito da sole 30 specie. In netto contrasto a questa concentrazione, vi sono circa 12.500 specie vegetali catalogate come commestibili. Le colture sottovalutate o sottoutilizzate sono quelli che potrebbero essere, e in molti casi lo sono state in passato, usate in scala maggiore come fonte alimentare o per altri usi.

## Definizione
Non è agevole definire precisamente quali caratteristiche fanno di una specie una coltura "sottoutilizzata", ma spesso si presentano questi fattori:
- Esclusivo legame con le tradizioni culturali del luogo di origine
- Colture locali e tradizionali la cui distribuzione, biologia, uso e coltivazione è scarsamente documentata
- Adattamento alla specifica nicchia agroecologica e alle terre marginali
- Sistema di distribuzione della semente debole o informale
- Uso tradizionale in certe regioni localizzate
- Prodotti con sistemi tradizionali che richiedono poco o nessun input esterno
- Ricevono poca attenzione dal sistema di ricerca, di divulgazione agraria, dalla politica e dai decision-makers, dai donatori, dai consumatori e dai venditori di tecnologia[6]
- Possono essere altamente nutritivi e/o avere proprietà medicinali o utilizzazioni multiple

Le colture sottoutilizzate sono coltivate naturalmente dai contadini tradizionali, queste specie possono essere ampiamente disperse al di là dei loro centri di origine, ma tendono a occupare delle nicchie speciali nei sistemi di produzione e consumo locali. Sono importanti per la sussistenza e anche l'identità delle comunità locali, ma rimangono al di fuori del circuito principale e delle priorità tipiche dei sistemi ufficiali di ricerca e sviluppo.
Le colture sottoutilizzate sono quelle progressivamente marginalizzate dai produttori e dai consumatori a causa di ragioni che possono essere agronomiche, genetiche, economiche, ambientali o culturali, mentre precedentemente rivestivano una posizione più importante nella comunità.

## Importanza

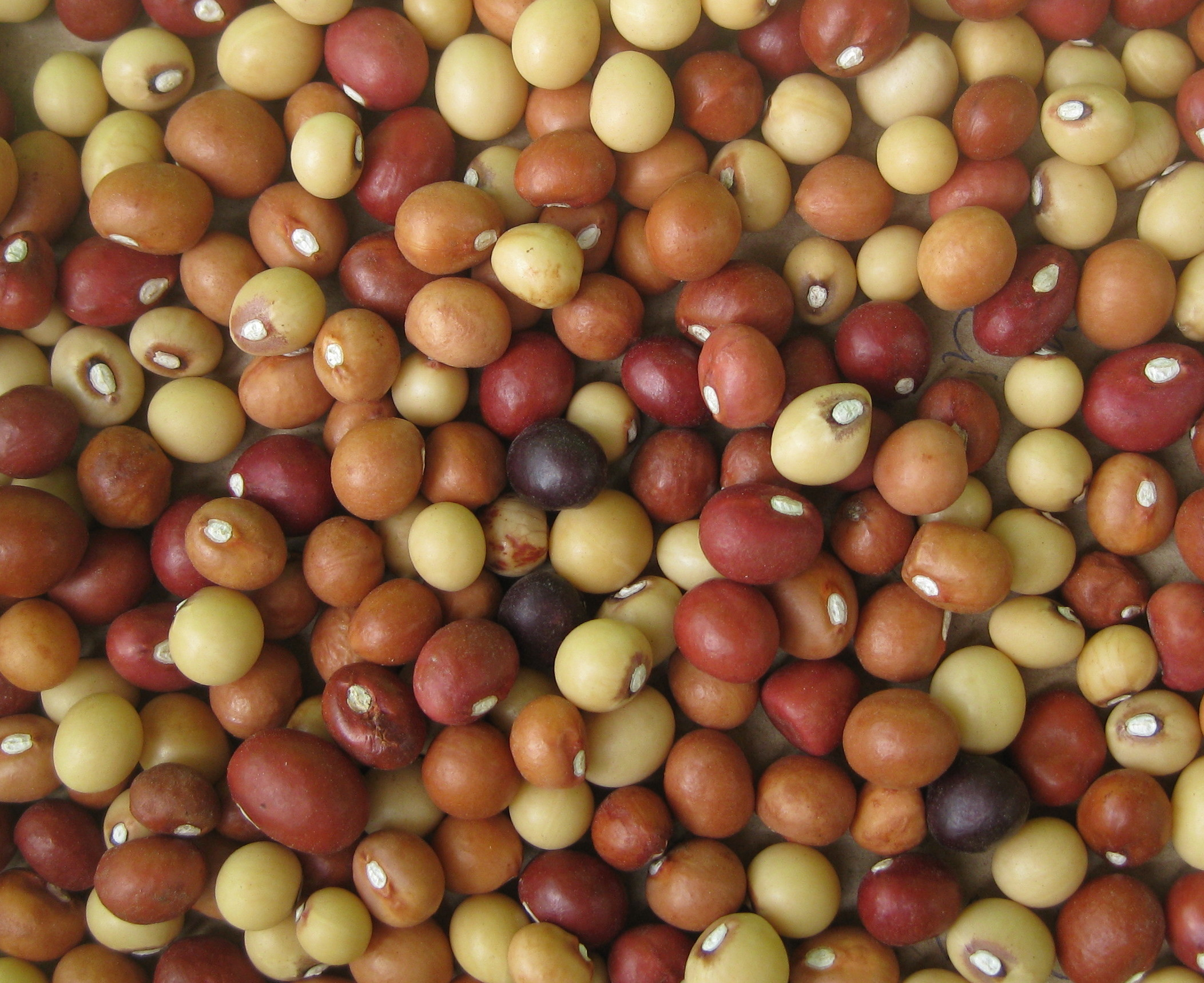
Fagioli bambara (Vigna subterranea), che si sviluppano sottoterra come le arachidi, dal distretto di Buzi, Mozambico.

Tali colture continuano a mantenere un ruolo importante per la sussistenza e l'economia di comunità povere nel mondo, particolarmente nelle zone tropicali ricche di biodiverstà. Malgrado il loro potenziale per una maggior diversificazione alimentare e soddisfazione dei fabbisogni in micronutrienti come le vitamine o i sali minerali, sono relegati a giocare un ruolo marginale e a non attrarre sufficienti investimenti da parte della ricerca.
Oltre al loro potenziale commerciale, molti raccolti sottovalutati danno un contributo rilevante dal punto di vista ambientale, dato che si adattano a condizioni marginali di terreno e clima altrimenti inutilizzate e soggette a erosione o desertificazione.

## Limitazioni
Si presentano frequentemente motivi pratici che limitano l'utilizzo di queste colture:
- limitata disponibilità di germoplasma;
- mancanza di informazioni tecniche;
- mancanza di politiche nazionali;
- mancanza di interesse da parte dei ricercatori, degli agronomi e dei funzionari della divulgazione agricola;
- mancanza di interesse da parte dei produttori.

## Esempi
La determinazione dello stato di sottoutilizzo non è omogenea e globalmente valida, dato che le istituzioni dedite alla ricerca e sviluppo seguono criteri e priorità differenti nei differenti paesi. Coltivazioni che sono neglette in certi paesi non lo sono necessariamente in altri posti del mondo.

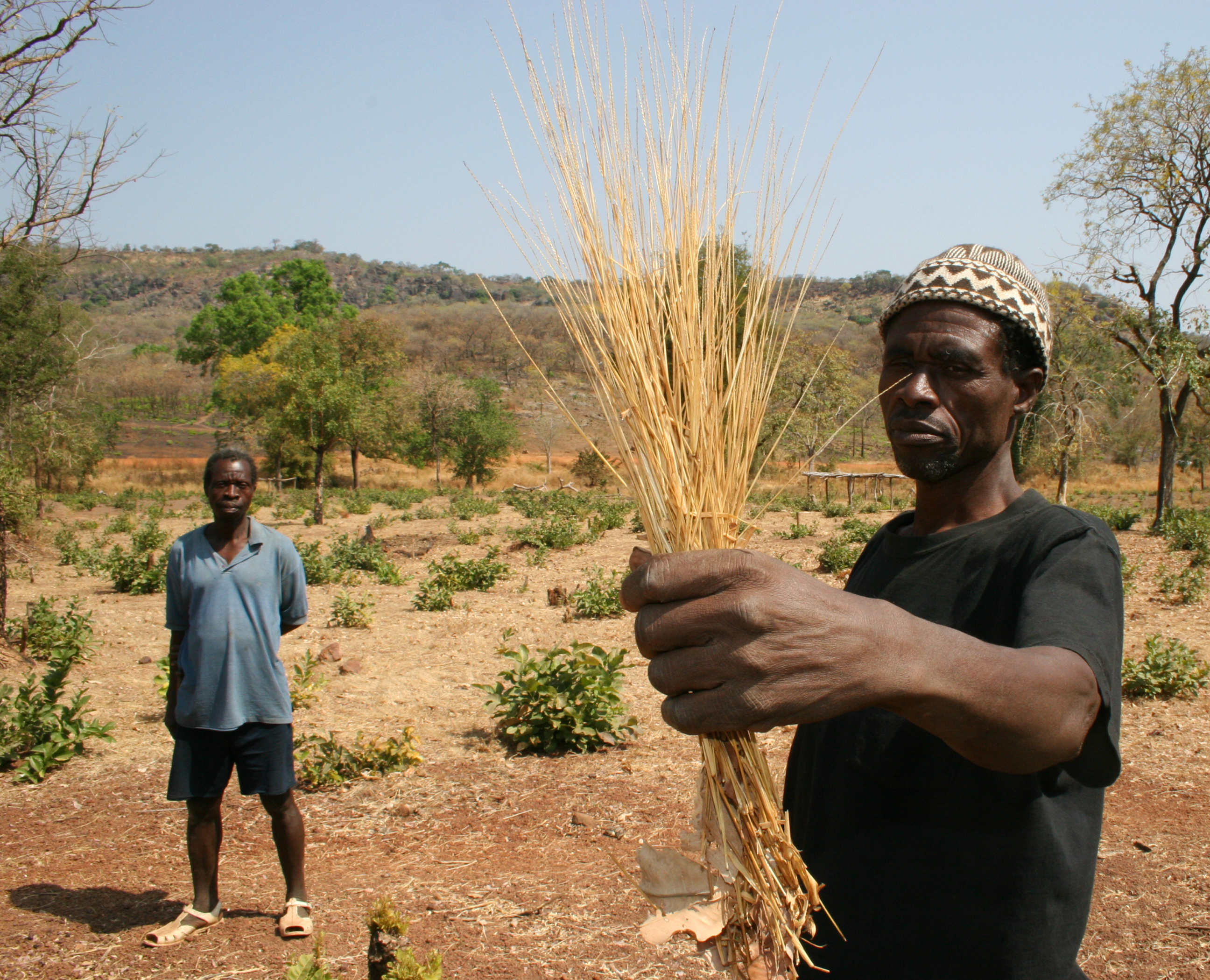
Un mazzo di grano fonio (Digitaria exilis), Boula Téné, Senegal meridionale.

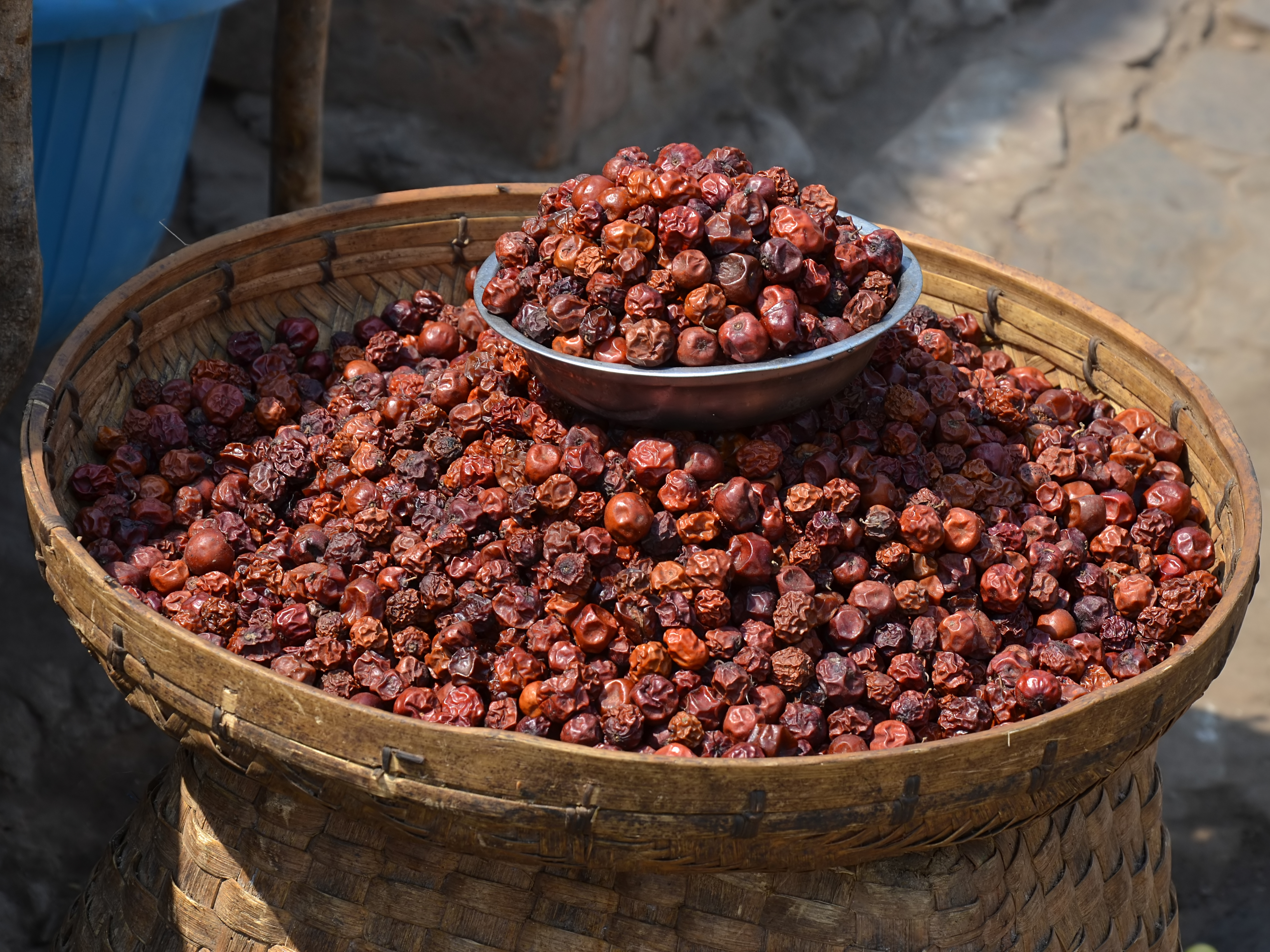
Frutti secchi di Ziziphus mauritiana in vendita a Luangwa, in Zambia.

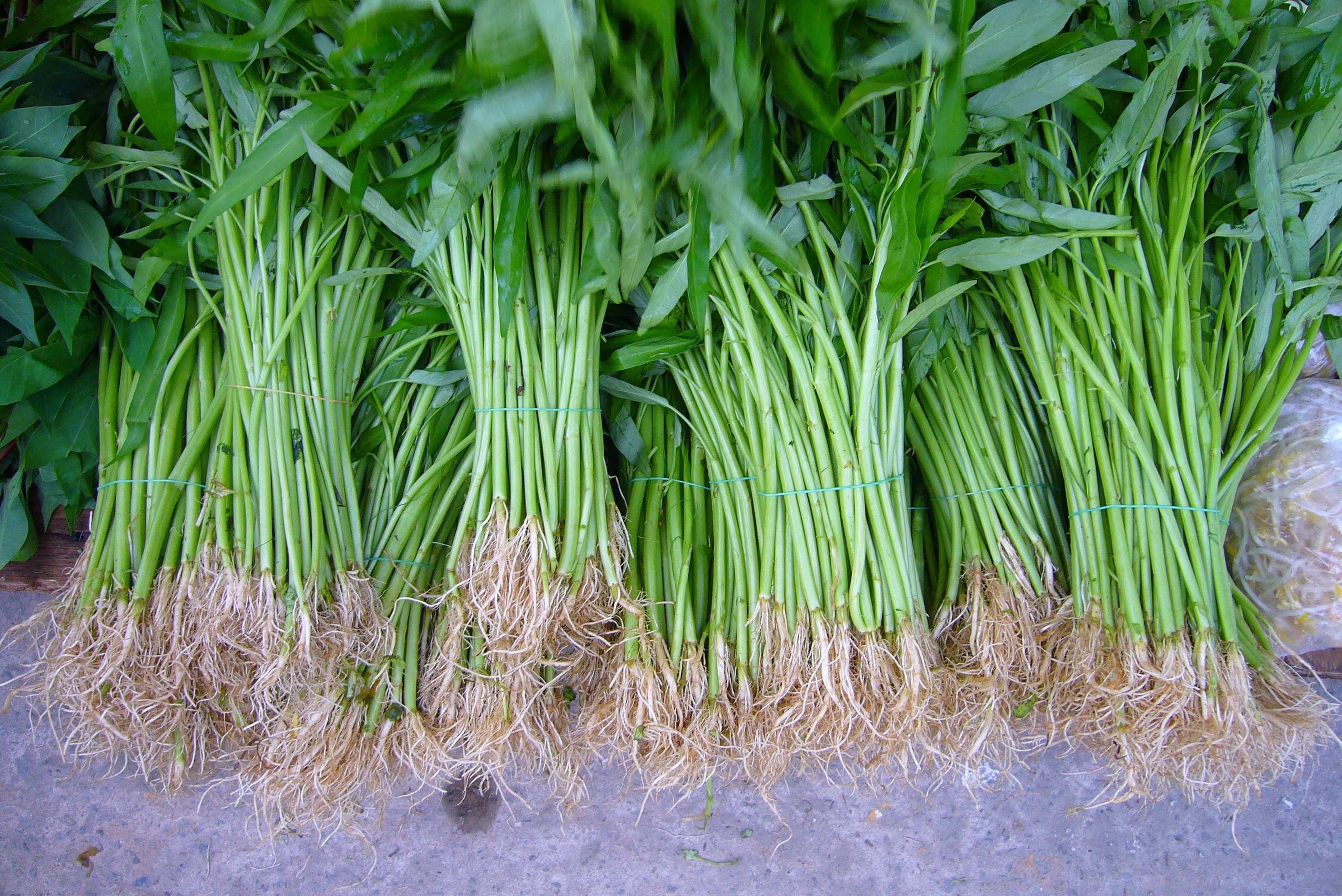
Ipomoea aquatica fotografata al mercato di Kuching, Sarawak, Malaysia.

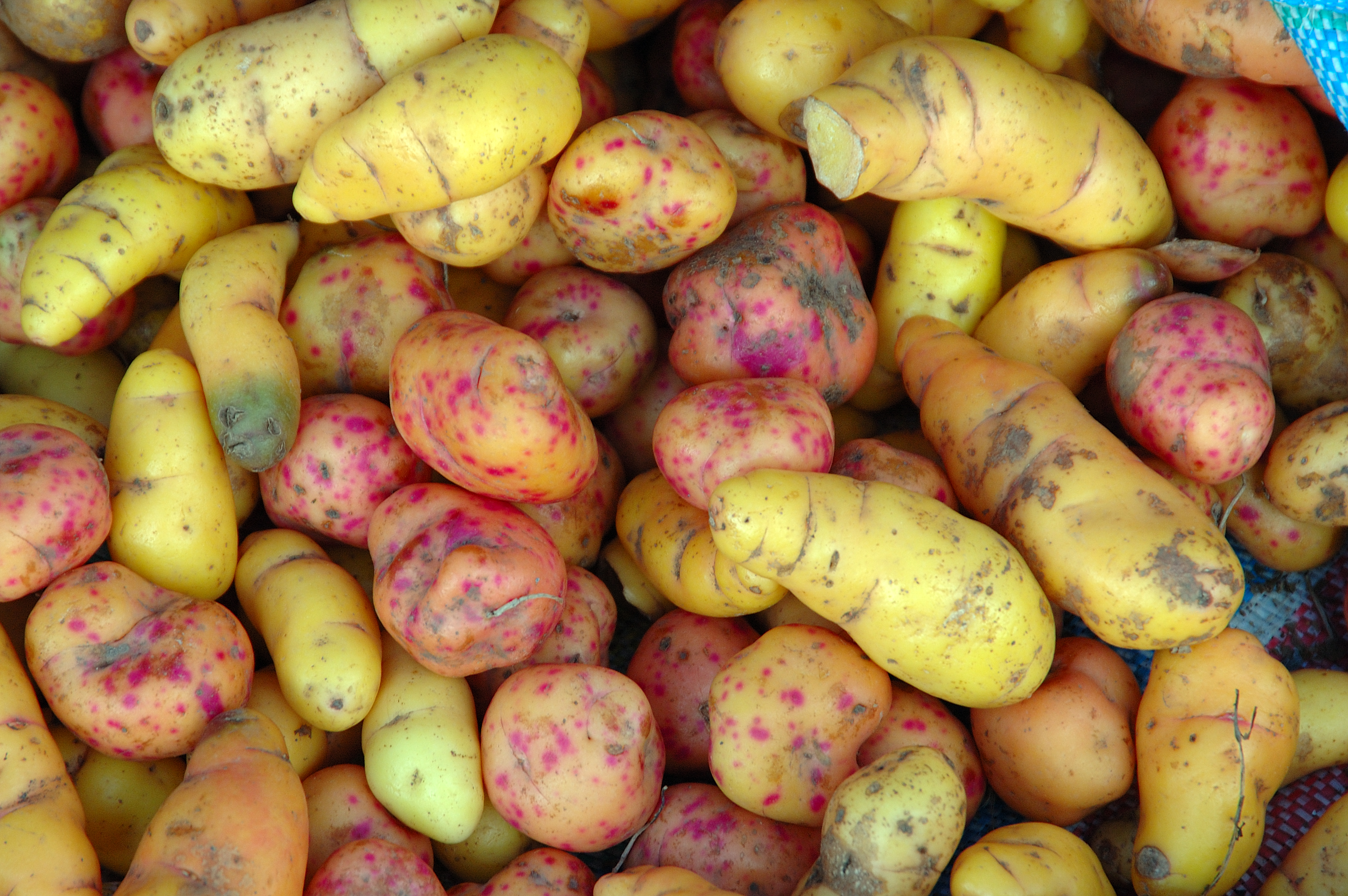
Tuberi di ulluco (Ullucus tuberosus) in vendita nel sud del Perù.

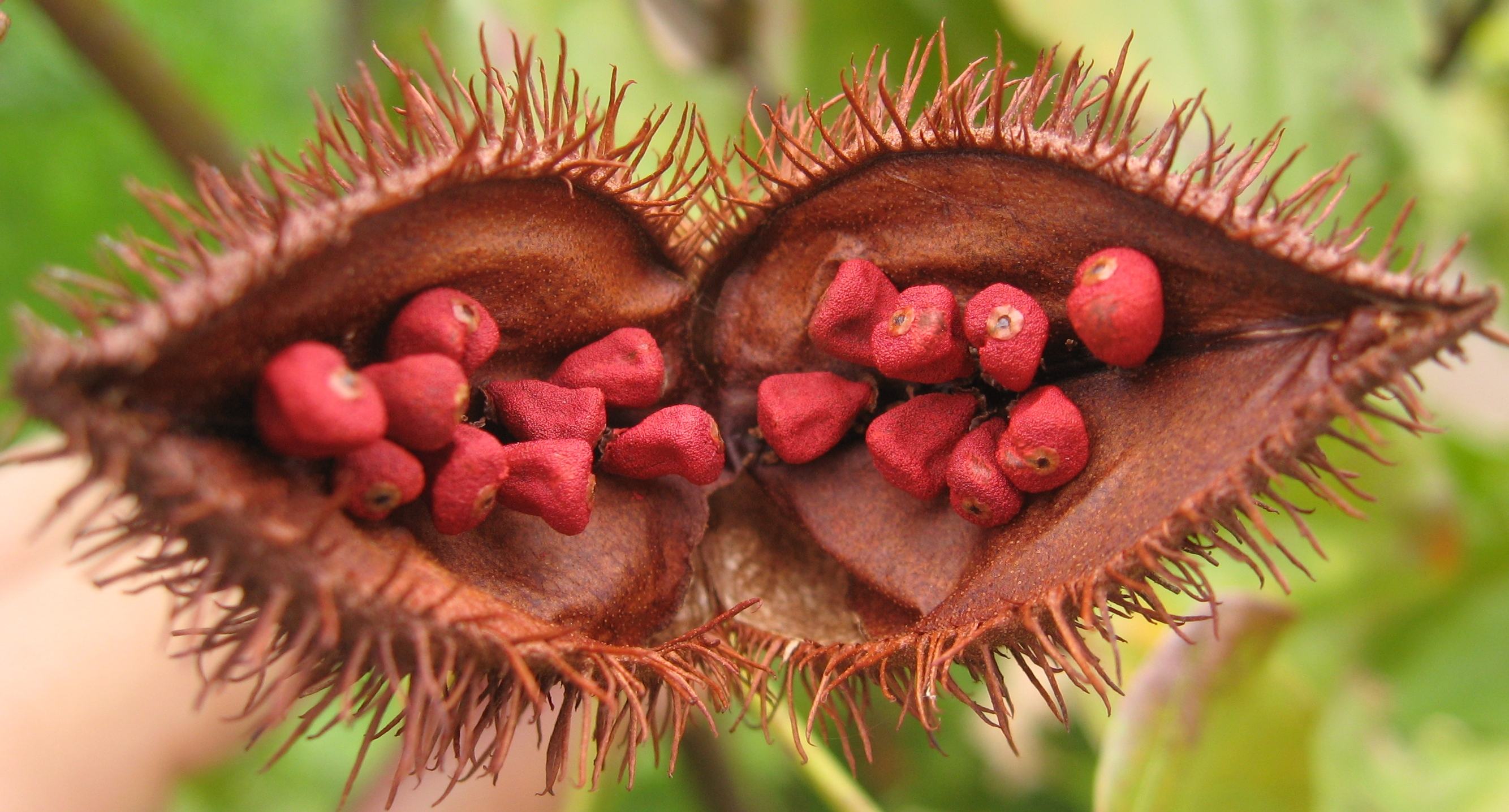
Frutto di Bixa orellana aperto, mostrando i semi da cui è estratto l'annatto. Campinas, Brasile.

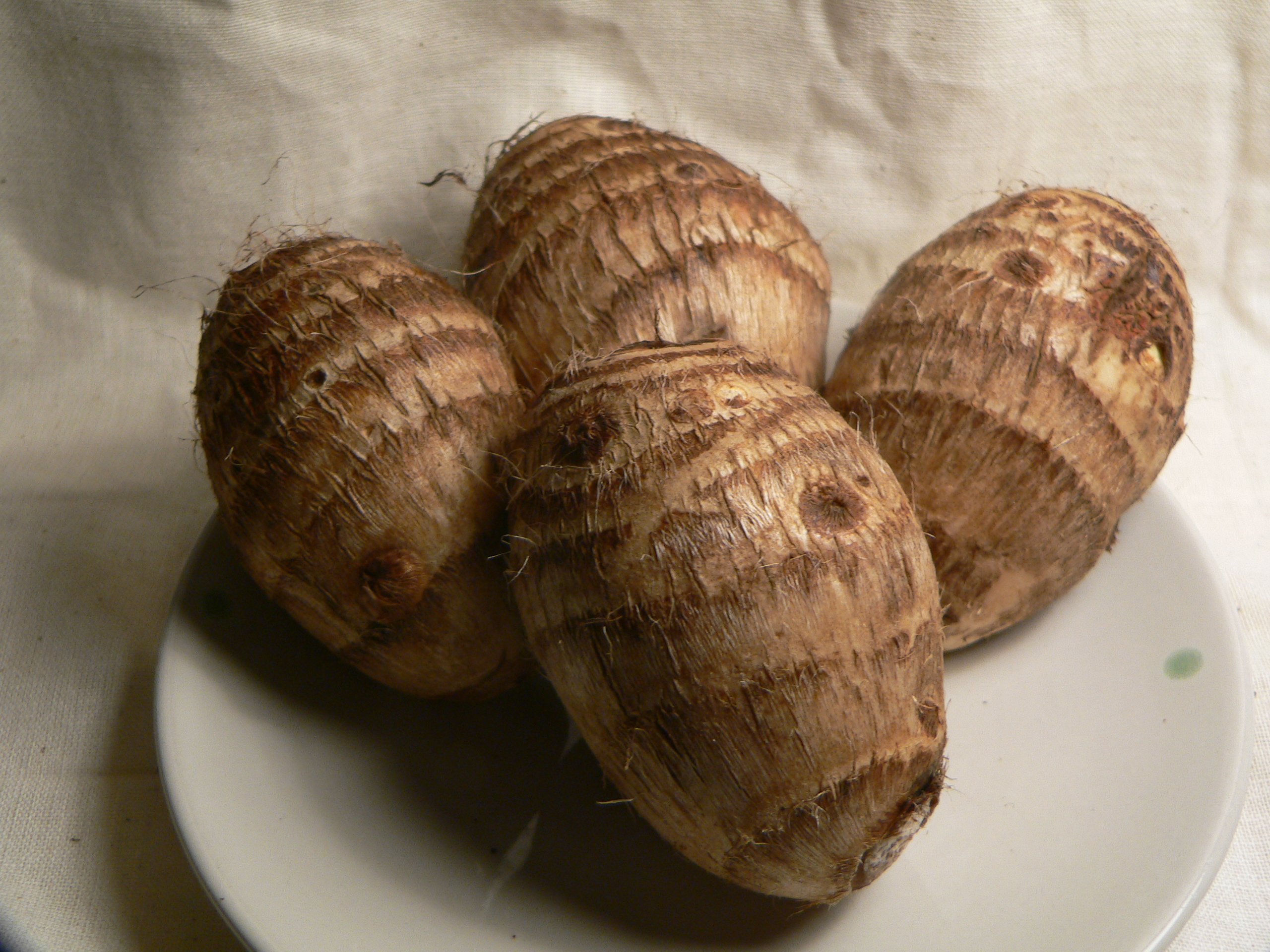
Rizomi di taro (Colocasia esculenta).

### Cereali e pseudo-cereali
- Amaranthus caudatus
- Chenopodium quinoa
- Chenopodium pallidicaule
- Digitaria exilis
- Echinochloa frumentacea
- Echinochloa utilis
- Eleusine coracana
- Fagopyrum esculentum
- Panicum miliaceum
- Panicum miliare
- Paspalum scrobiculatum
- Setaria italica
- Triticale

### Frutti e noci
- Adansonia digitata
- Anacardium occidentale
- Annona cherimola
- Annona muricata
- Artocarpus heterophyllus
- Averrhoa carambola
- Bactris gasipaes
- Carya cathayensis
- Casimiroa edulis
- Ceratonia siliqua
- Citrus grandis
- Dimocarpus longan
- Diospyros kaki
- Durio zibethinus
- Ficus carica
- Garcinia mangostana
- Hovenia dulcis
- Juglans regia
- Litchi chinensis
- Manilkara zapota
- Nephelium lappaceum
- Passiflora edulis
- Pistacia lentiscus
- Pouteria sapota
- Prunus amygdalus
- Psidium guajava
- Punica granatum
- Rhaphiolepis bibas
- Salacca zalacca
- Tamarindus indica
- Terminalia kaernbachii
- Vitis spp.
- Ziziphus mauritiana

### Ortaggi e legumi
- Amaranthus spp.
- Basella alba
- Basella rubra
- Brassica carinata
- Canavalia spp.
- Chenopodium album
- Corchorus spp.
- Crambe cordifolia
- Crotalaria spp.
- Curcuma spp.
- Cucurbita spp.
- Hibiscus sabdariffa
- Ipomoea aquatica
- Lablab purpureus
- Lathyrus spp.
- Lupinus mutabilis
- Macrotyloma uniflorum
- Momordica spp.
- Moringa oleifera
- Mucuna spp.
- Opuntia spp.
- Parkia biglobosa
- Physalis philadelphica
- Phytolacca acinosa
- Psophocarpus tetragonolobus
- Rorippa indica
- Solanum nigrum
- Talinum triangulare
- Vigna aconitifolia
- Vigna angularis
- Vigna subterranea
- Vigna umbellata
- Voandzeia subterranea

### Radici e tuberi
- Alocasia spp.
- Arracacia xanthorrhiza
- Calathea allouia
- Canna indica
- Colocasia esculenta
- Dioscorea spp.
- Harpagophytum procumbens
- Oxalis tuberosa
- Pachyrhizus erosus
- Plectranthus esculentus
- Solenostemon rotundifolius
- Sphenostylis stenocarpa
- Tylosema esculentum
- Tylosema fassoglense
- Ullucus tuberosus
- Vigna vexillata
- Xanthosoma sagittifolium

### Colture industriali sottoutilizzate

#### Oleaginose
- Acrocomia aculeata
- Bactris gasipaes
- Balanites aegyptiaca
- Butyrospermum paradoxum
- Carthamus tinctorius
- Citrullus colocynthis
- Cuphea spp.
- Euphorbia lagascae
- Jatropha curcas
- Physaria fendleri
- Perilla frutescens
- Ricinodendron rautanenii
- Ricinus communis
- Sesamum indicum
- Simmondsia chinensis
- Vernonia spp.

#### Lattici, gomme
- Couma utilis
- Parthenium argentatum

#### Fibre
- Hibiscus cannabinus

#### Amilacee, zuccheri
- Ceratonia siliqua
- Metroxylon sagu

#### Coloranti
- Bixa orellana
- Carthamus tinctorius
- Hibiscus sabdariffa

## Eventi internazionali che hanno promosso l'utilizzo di raccolti sottoutilizzati
- 1987 - Costituzione dell'International Centre for Underutilized Crops (ICUC)
- 1996 - La FAO approva un Global Plan of Action for Plant Genetic Resources for Food and Agriculture in cui viene enfatizzata l'importanza dei raccolti sottoutilizzati
- 1999 - Il seminario internazionale del  Gruppo Consultivo della Ricerca Agricola Internazionale     (CGIAR) tenuto a Chennai (India) riconosce il contributo dei raccolti sottoutilizzati riguardo alla sicurezza alimentare, al reddito rurale e alla lotta alla povertà
- 2002 - Costituzione della Global Facilitation Unit of Underutilized Species (GFU) da parte del Global Forum on Agricultural Research (GFAR) e insediamento presso Bioversity International, Roma
- 2008 - Costituzione del Crops for the Future (CFF) in seguito alla fusione tra l'ICUC e la GFU, basata in Malaysia.[8]
- 2011 - Costituzione del Centro di Ricerca del CFF (CFFRC) in Malaysia.[9]
- 2012 - Il seminario internazionale Crops for the 21st Century tenuto il 10-13 dicembre a Cordova, Spagna, discute vari punti concernenti il ruolo dei raccolti sottoutilizzati e negletti nell'affrontare le sfide alimentari e agricole del futuro.[10]
- 2013 - Lancio ufficiale dell'anno internazionale della Quinoa (IYQ-2013).[11]
- 2013 - 3rd International Conference on Neglected and Underutlized Species, Accra, Ghana - per richiedere che la ricerca sui raccolti sottovalutati sia orientata dalla domanda e che i risultati siano condivisi e disseminati meglio nell'Africa sub-sahariana.